# 迦摩缕波
迦摩缕波（IAST：Kāmarūpa），在史诗时代名为东星国（或东辉国，IAST：Prāgiyotiṣa），4世纪至12世纪时存在于今印度阿萨姆邦的一个国家。迦摩缕波的疆域包括整个布拉马普特拉河河谷地区，全盛时扩展至今西孟加拉邦与孟加拉国北部。

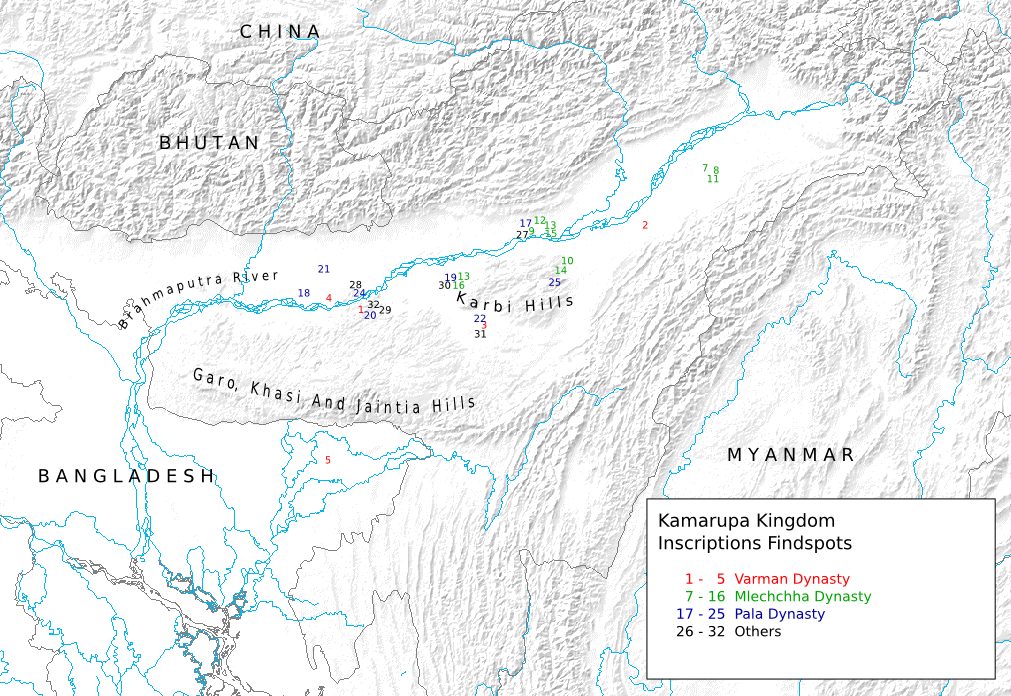
通过铭文确定的迦摩缕波的大致位置

## 历史
印度两大史诗摩诃婆罗多和罗摩衍那中都已经提及迦摩缕波，称之为东星国，但将其视为蛮族的国家，称其居民为檀那婆（妖魔）或蔑戾车（野蛮人）。厄立特利亚航海记和托勒密的地理学指南可能也记载了此国。不过，最详细的记载来自中国佛教求法僧人玄奘，他的记录保存于其弟子编集的大唐西域记中。
在孔雀王朝和贵霜帝国控制北印的时代，迦摩缕波似乎并没有被这些帝国直接统治；据说这个时期阿萨姆邦先后出现过所谓檀那婆国和捺落迦国，但这些国王的名字只能在神话传说中找到。关于迦摩缕波，最早的可信记录是4世纪时笈多王朝国王三谟陀罗笈多在安拉阿巴德所立的铭文。根据此铭文可知，迦摩缕波的君主在某种程度上臣服于笈多王朝，承认其宗主权。从这个记录开始，迦摩缕波先后经历了三个王朝：跋摩王朝、蔑戾车王朝和波罗王朝（注意不要和位于今孟加拉与比哈尔邦境内的大国波罗王朝弄混）。在玄奘访问的时代，迦摩缕波的疆域相当广阔（玄奘称其“周万余里”）；该国并没有被玄奘的保护人、北印霸主戒日王吞并，但承认戒日王的最高地位。当时迦摩缕波的国王拘摩罗曾邀请玄奘去该国访问。拘摩罗（全名为拘摩罗·跋湿迦罗跋摩）是跋摩王朝的最后一个成员，在他死后王位转入一个被称为“蔑戾车”的土著家族手中。蔑戾车王朝将都城从今古瓦哈蒂迁至今提斯浦尔。蔑戾车王朝结束后，一个叫婆罗贺摩波罗（梵护王）的人被选举为国王，建立了波罗王朝。该王朝又将首都迁回高哈蒂。在12世纪至13世纪，迦摩缕波先后受到孟加拉的波罗王朝和穆斯林入侵者的袭击，最终瓦解为许多小部落和小国。后勐卯掸族在1229年入侵建立阿豪姆王国。

## 资料来源
- 《大唐西域记导读》，ISBN 7-80523-160-5

## 延伸阅读
[在维基数据编辑]
 《欽定古今圖書集成·方輿彙編·邊裔典·迦摩縷波部》，出自陈梦雷《古今圖書集成》